# تاریخچه پادشاهان بریتانیا
تاریخچه پادشاهان بریتانیا (به لاتین: Historia Regum Britanniae) یا شناخته‌شده با نام دیگر بر عهدهٔ برتان‌ها (برتانی نام منطقه‌ای قدیمی و تاریخی)، یک داستان شبه‌تاریخی در رابطه با تاریخ بریتانیا است که در سال ۱۱۳۶ توسط جفری مونماوت به رشته تحریر درآورده شد. این اثر در برگیرندهٔ زندگی ثبت شدهٔ پادشاهان افسانه‌ای بریتانیا طی دو قرن می‌باشد. فصل آغازین این اثر به تشریح تروآئی‌ها که بنیان‌گذار جامعهٔ بریتون‌های سلتی بودند می‌پردازد و این موضوع تا زمان آنگلوساکسون‌ها که قسمت‌های بسیاری از انگلستان را در حدود قرن هفتم میلادی به تسلط خود درآوردند ادامه می‌یابد. این اثر همچنین، شالودهٔ مرکزی ماهیت بریتن است.
این تاریخچه در سده شانزدهم میلادی به‌طور غریزی اعتبار پیدا می‌کند هرچند امروزه چنین مشخص شده که از دیدگاه تاریخی ارزش چندانی ندارد. به‌طور مثال وقتی سلسله مراتب مربوط به رخدادهای توصیف شده در رابطه با حمله‌های ژولیوس سزار به انگلستان با تاریخ‌های معاصر مقایسه می‌گردد، به خوبی مشهود است که شرح جفری به شدت نادرست است. با همهٔ این احوال، این اثر، یک نسخهٔ با ارزش از ادبیات قرون وسطی می‌باشد که شامل اولین نسخهٔ شناخته شده در رابطه با داستان شاه لیر و سه دخترش می‌باشد. این اثر منبع اصلی افسانه‌های شاه آرتور و شاه لیر است و به اعتلای محبوبیت داستان شاه آرتور کمک شایانی نمود.